# Camila (álbum)
Camila es el álbum de estudio debut de la cantante y compositora cubanomexicana Camila Cabello. Fue lanzado el 12 de enero de 2018 a través de Epic Records y Syco Music. El trabajo en el álbum comenzó en enero de 2017, luego de la salida de Cabello del grupo de chicas Fifth Harmony. El proyecto se tituló originalmente The Hurting, The Healing, The Loving., con el sencillo debut en solitario de Cabello, «Crying in the Club», pensado como sencillo principal. Más tarde, el álbum fue retitulado Camila con «Havana» como sencillo principal oficial debido al creciente éxito de la canción, y «Crying in the Club» fue eliminado de la lista final de canciones. «Havana» se convirtió en un éxito internacional, encabezó las listas de varios países, incluidos Australia, Brasil, Canadá, Francia, el Reino Unido y Estados Unidos, y alcanzó el top 10 en varios otros. Principalmente un disco pop, también incorpora elementos de R&B, música latina, reguetón, dancehall y hip hop. Camila fue producida por Frank Dukes, Skrillex y T-Minus, entre otros.
Camila recibió críticas generalmente positivas de críticos de música contemporánea, muchos de los cuales elogiaron las influencias y baladas latinas. El álbum debutó en el número uno en la lista Billboard 200 de Estados Unidos, obteniendo 119.000 unidades equivalentes a álbumes, de las cuales 65.000 provinieron de ventas puras de álbumes. El álbum vendió 5 millones de copias en 2019. «Never Be the Same» fue lanzado como sencillo el 7 de diciembre de 2017, alcanzando el top 10 en varios países. «Consequences» se lanzó a la radio contemporánea como último sencillo del álbum el 9 de octubre de 2018, y una versión orquestal se envió a la radio contemporánea para adultos el 22 de octubre. Cabello promocionó el álbum a través de presentaciones televisadas, su gira Never Be the Same Tour (2018-2019) y como acto de apertura en la gira Reputation Stadium Tour de Taylor Swift (2018). Camila fue nominada a Mejor álbum de pop vocal en la 61.ª edición de los Premios Grammy.

## Antecedentes y desarrollo
El 19 de diciembre de 2016, Cabello anunció su salida de Fifth Harmony y decidió enfocarse en una carrera en solitario. 
Originalmente el álbum fue anunciado con el nombre The Hurting. The Healing. The Loving y lo describió como una "historia de mi camino desde la oscuridad a la luz, de un tiempo cuando estaba perdida en el tiempo y cuando me encontré nuevamente". Ella escribió "fue un tipo de capítulo del que nunca quisieras leerlo en voz alta.", y explicó que 'todo el proceso de creación del álbum' la ayudó a tratar sus emociones.
A partir de 2017, Cabello compartió en sus redes sociales y distintas entrevistas adelantos de temas musicales grabados para el álbum, tales como, «Something's Gotta Give», «Inside Out» y demás.
El 6 de octubre de 2017, MTV UK publicó que la cantante llevaba un 80% de su álbum terminado, además la cantante anunció que el sencillo «Crying in the club» no sería incluido en su álbum debut. El 13 de noviembre, Cabello confirmó durante una entrevista, el cambio del título del álbum. El 21 de noviembre de 2017, Cabello comentó mediante Twitter que su primer trabajo discográfico ya había sido finalizado.

## The Hurting. The Healing. The Loving.
"The Hurting. The Healing. The Loving." fue el nombre original del disco debut de Cabello. Este fue anunciado el 18 de mayo de 2017 en sus redes sociales y descrito como «una historia de mi camino desde la oscuridad a la luz, de un tiempo cuando estaba perdida en el tiempo y cuando me encontré nuevamente». Cabello anunció que el disco estaría dividido en tres partes. En The Hurting, hablaría sobre el dolor, ese capítulo de su vivida donde ella se sintió traicionada, dolida y donde, según comentó en octubre de 2017 en una entrevista con Los 40 España, sobre «para quien creía ella que estaba viviendo para; si estaba viviendo para gente en traje o si realmente la cantante estaba viviendo su propia vida, tal y como ella quería». En The Healing contaría esa transición desde el dolor al amor, la sanación. Cabello afirmó que contaría sus emociones al darse cuenta de los hechos nombrados anteriormente y de como los afrontaría. Por último The Loving sería la tercera parte del álbum, donde expresaría como se sintió la cantante cuando afrontó estos hechos. Hablaría del hallazgo de la luz en su vida y la ahora sí, estabilidad en esta.
Sin embargo, el 8 de septiembre de 2017, después de anunciar que el primer sencillo titulado «Crying in the Club», no estaría incluido en el álbum; muchos medios de comunicación comenzaron a especular que la cantante junto a su equipo habría decidido cambiar completamente la temática de este. En octubre de 2017, Cabello comentó que le gustaría cambiar su nombre artístico de Camila Cabello a Camila pero que sus planes se veían frustrados debido a que una banda pop  mexicana ya se había asignado dicho nombre años atrás. Finalmente, el 5 de diciembre de 2017, Cabello anunció de manera oficial que su disco debut llevaría su nombre, Camila.

## Lanzamiento
El 5 de diciembre de 2017, Cabello anunció en sus redes sociales que el lanzamiento de su álbum debut se llevaría a cabo el 12 de enero de 2018, indicando que el día jueves 7 de diciembre iniciaría la preventa del mismo. Al pre-ordenar el mismo se obtendrán dos temas titulados «Never be the same» y «Real friends». A su vez, además de compartir la portada del mismo, informó que el cambio del nombre del álbum, antes The Hurting. The Healing. The Loving, a Camila se debió a que «Decidí llamarlo por mi nombre, porque aquí es donde terminó este capítulo de mi vida, comenzó con la historia de otra persona, terminó cuando encontré mi camino de regreso a mí mismo».
Para promocionar la preventa del mismo, Cabello organizó junto a la tienda FYE dos meet & greets para sus fanáticos llevados a cabo el 10 y 16 de diciembre en las tiendas de Boston y Tampa.
Simultáneamente se lanzó una edición exclusiva por tiempo limitado, al pre-ordenar el álbum en las tiendas Target se obtiene un póster de la cantante y como tema adicional «Havana Remix» junto a Daddy Yankee. En Japón se lanzó como preventa una edición que incluye dos canciones adicionales, «Havana Remix» y el tema «I Have Questions».
El 21 de diciembre Cabello compartió por primera vez la lista completa de canciones incluidas en el mismo. Días después y como parte de la "cuenta regresiva" se compartió un video con la primera canción de la lista, el 30 de diciembre reveló un video de dieciséis segundos de la segunda canción titulada «All These Years». El 3 de enero comparte un adelanto de 10 segundos de la tercera canción titulada «She Loves Control».
La portada del álbum, descrita por Billboard como "preciosa", fue tomada junto con las fotos incluidas dentro del mismo en la Pequeña Habana en Miami. El arte del álbum estuvo a cargo de Amber Park.

## Recepción

### Comentarios de la crítica
El álbum recibió generalmente críticas positivas por parte de la crítica. En Metacritic, que asigna una calificación de 100 a las críticas de los principales críticos, el álbum tiene un puntaje promedio de 78 basado en 12 críticas. Varias publicaciones británicas que revisaron el álbum unos días antes de su lanzamiento oficial, respondieron positivamente al álbum, así como a la voz y la composición de Cabello. Kate Solomon, de Metro UK, percibió que el cantante «se "sacudió" del rimbombante R&B, favorecido por el equipo de Fifth Harmony, en favor de un álbum corto y dulce de pop latino bastante subestimado y baladas pop clásicas» dándole cuatro estrellas de cinco al álbum. Will Hodgkinson de The Times también señaló que en lugar de estar lleno de «pop-bangers de octava alta», la cantante se ha inclinado hacia el otro lado, utilizando técnicas de producción dispersas para enmarcar canciones sobre el amor y el anhelo. Nick Levine de NME consideró el álbum como una «fuerte primera impresión y sorprendentemente segura». Alexis Petridis del periódico The Guardian Camila es uno de esos momentos en los que «el enfoque del comité da con el oro: lo suficientemente inteligente como para evitar suavizar los caprichos y perseguir servilmente las tendencias», también lo consideró como «un producto de la fábrica pop que no suena a run-of- del molino». Leah Greenblatt de Entertainment Weekly fue tan positivo como Levine y Petridis, dando al álbum un calificación B+, sintió al álbum como un «proyecto íntimo» donde la voz de Cabello brilla sobre canciones de influencia latina y poderosas baladas. Comentó además: «La voz de Cabello no es especialmente distintiva, pero es instintivamente bonita: sin esfuerzo y cálida, con una voz rasposa de la mañana siguiente».
Patrick Ryan del USA Today alabó la música en la que se creó el álbum, etiquetándola como una «vibrante mezcla de sonidos y estilos, reforzada por un establo confiable de compositores y productores exitosos». Aunque también consideró que la dependencia excesiva de autotune de Cabello es «innecesaria» dada la fortaleza de sus presentaciones en TV y sus actuaciones acústicas. Sam Lansky de la revista Time aplaudió el poder del álbum como un debut, declarando que Cabello demuestra que tiene las «agallas para estar sola en el punto de mira». Al igual que Lansky, el escritor de Newsday Glenn Gamboa, cree que con Camila prueba que ella está obligada a ser «reconocida y lista para ser una de las estrellas del 2018». Rob Sheffield de Rolling Stone y Matt Collar de AllMusic le dieron a  Camila  tres estrellas y media de las posibles cinco. Sheffield y Collar expresaron un sentimiento similar: Camila es una declaración personal, un «conjunto producido de pop romántico, marcado por varias canciones rítmicamente infecciosas influenciadas por influencias latinas informadas por su herencia cubano-mexicana».
Mike Nied del sitio web Idolator encontró al álbum como un «trabajo auténtico y cohesivo», y aclamó la actuación de la cantante por «mezclar su distintiva marca de pop folclórico con un toque latino» y «entregar un impresionante cuerpo de trabajo». Al igual que otros críticos, Taylor Weatherby de Billboard destacó sus pistas de radio amigables, pero también destacó las canciones más personales, diciendo que «algo que sin duda debe ser reconocido es la implacable vulnerabilidad de Cabello cuando canta sobre los problemas de las relaciones románticas y amistosas». Concluyendo su crítica, opinó: «Como una chica que comenzó como una de cinco, Cabello ha establecido impresionablemente, vocal y líricamente que ella siempre estuvo destinada a ser simplemente Camila». En su artículo para el sitio web Stereogum, Chris DeVille fue positivo, señalando que las pistas van desde los «temas más latinos» como «Havana» y «She Loves Control» hasta «melancólicas» baladas que incluyen el piano como «Consecuencias» y «Something's Gotta Give». En una revisión mixta para The Observer, Kitty Empire notó que el «sonido procesado» del álbum «logra la cohesión, a pesar de las muchas "manos" de producción que participaron». Neil McCormick de The Daily Telegraph comentó: «algunas canciones transmiten una honestidad y vulnerabilidad encantadora, tal vez una reliquia de los temas originales del álbum». Sin embargo, argumentó, «sigue habiendo un abismo entre la artesanía del pop comercial y el arte de la composición confesional, y no hay muchas dudas sobre cuál ha sido priorizada en Camila».

#### Listas anuales
| Crítica/Publicación  | Lista                      | Puesto | Ref.   |
| -------------------- | -------------------------- | ------ | ------ |
| Billboard            | 50 Mejores álbumes de 2018 | 8      | [ 68 ] |
| Entertainment Weekly | 20 Mejores álbumes de 2018 | 10     | [ 69 ] |
| The Independent      | Mejores álbumes de 2018    | 25     | [ 70 ] |
| Time                 | 10 Mejores álbumes de 2018 | 10     | [ 71 ] |
| Uproxx               | 50 Mejores álbumes de 2018 | 20     | [ 72 ] |

### Recibimiento comercial
El día de su lanzamiento, encabezó la lista de álbumes de iTunes en cien países. Convirtiéndose en uno de los once álbumes que lograron este récord, y el único álbum debut en hacerlo. En Reino Unido, debutó en el segundo puesto del UK Albums Chart por detrás de la banda sonora The Greatest Showman con 21.561 unidades vendidas en la primera semana. En Australia debutó en tercer puesto de la lista de ARIA por detrás de The Greatest Showman y ÷ de Ed Sheeran.
En Estados Unidos, el álbum debutó en el primer puesto del Billboard 200 con 119.000 ventas de las cuales 65.000 corresponden a ventas puras. Cabello se convirtió en la primera mujer, después de tres años, en lograr el primer puesto con un álbum debut desde Title de la cantante Meghan Trainor (2015). El álbum recibió en su primera semana certificación de oro por RIAA por la venta de 500 mil copias. A su segunda semana el álbum cayó al cuarto puesto con 43.000 unidades vendidas. En su tercera semana el álbum cae al séptimo puesto con 37.000 unidades vendidas. En Canadá, el álbum debutó en el primer puesto del Billboard Canadá Albums con 12.000 copias vendidas en la primera semana de las cuales 5.200 fueron ventas puras. A su vez, el álbum recibió en su primera semana disco de oro por parte de Music Canada.

## Promoción

### Sencillos
El 19 de mayo de 2017 se lanzó «Crying in the Club» originalmente como el sencillo principal de su álbum debut. Fue escrita por ella misma, junto a Sia Furler y Benny Blanco. El mismo día se llevó a cabo el estreno del video musical en su cuenta oficial en Vevo. Fue dirigido por Emil Nava e incluyó en sus primeros minutos el tema «I Have Questions», también prevista para ser incluida en su primer álbum pero descartada finalmente. El sencillo logró ubicarse en el top 20 de las listas en Bélgica, Irlanda, Líbano, Portugal, y Reino Unido, así también alcanzó el número cuarenta y siete en el Billboard Hot 100 en Estados Unidos. Fue certificado oro y platino en seis países incluyendo Estados Unidos por la venta de 500 000 copias. Realizó la primera presentación del sencillo en vivo en la entrega de los Billboard Music Award de 2017. Debido al éxito de «Havana» y durante una entrevista con la radio, Cabello confirmó que el tema no sería incluido en su álbum debut.
El 30 de agosto, vía Twitter, Cabello confirmó el lanzamiento del sencillo promocional «Havana» en colaboración con el rapero Young Thug, la misma posteriormente anunciada como el primer sencillo del álbum y llevada a las radios como sencillo el 8 de septiembre de 2017. La canción alcanzó el primer puesto en las distintas listas en veinteiun países incluyendo los mercados más importantes como Reino Unido, Canadá, Australia, Polonia, Grecia y demás. En Estados Unidos logró el primer puesto en el  Billboard Hot 100 convirtiéndose en su primera canción en alcanzar dicha posición en su país. Fue certificado oro y platino en quince países incluyendo quíntuple platino en Estados Unidos por la venta de 5 millones de copias y doble platino en Reino Unido por la venta de 1 200 000 copias.
El 7 de diciembre, fue lanzado a la venta el segundo sencillo del álbum titulado «Never Be the Same». Se estrenó en las radios como sencillo el 9 de enero de 2018 y confirmada oficialmente por la cantante como sencillo, a través de su cuenta de Twitter, el 27 de diciembre. El sencillo, con distribución radial, debutó en el Billboard Hot 100 en el puesto sesenta y uno. En Reino Unido debutó en el puesto cuarenta y seis del UK Singles Chart. El sencillo alcanzó finalmente el sexto puesto en el Billboard Hot 100 y el número siete en UK Singles Chart, recibiendo certificado de platino por RIAA por la venta de 1 millón de copias en Estados Unidos y oro por BPI por la venta de 400 mil copias en Reino Unido.
El 8 de octubre de 2018 Cabello anunció a través de sus redes sociales que el tema «Consequences» sería el tercer y último sencillo del álbum. El 9 de octubre de 2018 se lanza a la venta la versión orquesta del sencillo. El mismo día se realizará la primera presentación en vivo del tema en los Premios American Music. El 10 de octubre se estrenará el video musical junto a Dylan Sprouse. El sencillo está programado para lanzarse en las radios el 22 de octubre de 2018
Sencillos promocionales
El 21 de mayo de 2017, «I Have Questions» fue lanzado como el primer sencillo promocional del álbum e incluida sólo en la edición limitada lanzada en Japón como pista adicional. El 3 de agosto, «OMG», una canción en colaboración con el rapero Quavo, fue lanzado como el segundo sencillo promocional, junto a «Havana», que más tarde se convirtió en el segundo sencillo oficial del álbum. Finalmente, ambos temas fueron descartados de la edición estándar del álbum.
El 7 de diciembre, la versión sola de «Real Friends» había sido lanzada como el primer sencillo promocional del álbum. La canción, aún sin ser un sencillo oficial, logró ingresar en el puesto número 3 de la lista de RMNZ, en el puesto 99 del Billboard y en el puesto 88 de la lista Official Charts Company en Escocia. En Estados Unidos debutó en el puesto 18 del chart Bubbling Under Hot 100 Singles. Finalmente, ingresó en las listas de Francia y Portugal en los puestos 154 y 52, respectivamente. En España la canción logró el puesto 29 de la lista de PROMUSICAE. Finalmente el sencillo promocional recibió disco de oro en Canadá por la venta de 40 mil copias. El 15 de agosto de 2018 la cantante anunció mediante su Instagram el lanzamiento la versión remix de «Real Friends», junto al cantante Swae Lee, el cual fue lanzado el 16 de agosto de 2018.

### Interpretaciones en vivo
Para promocionar su álbum debut Cabello comenzó una serie de presentaciones en distintos programas de televisión y premiaciones. El primer sencillo del álbum, «Havana», fue interpretado por primera vez en el programa estadounidense The Tonight Show Starring Jimmy Fallon, interpretó una versión solo del sencillo. El 27 de septiembre se presentó en The Elvis Duran Morning Show en los estudios de la radio Z100 en la ciudad de Nueva York interpretando una versión acústica de la canción. Días después, interpretó el sencillo en el Citi Concert Series del programa estadounidense Today continuando con la interpretación de «Crying in the club» y «Bad Things».
El 22 de octubre de 2017 presentó por primera vez «Havana» en los BBC Radio 1 Teen Awards llevados a cabo en Reino Unido. Días más tardes se presentó en los Premios Latin American Music, llevados a cabo en Los Ángeles, interpretando por primera vez una versión en español del sencillo. El 10 de noviembre de 2017, Cabello presentó el sencillo en la ceremonia española de premios Los 40 Music Awards que tomaron lugar en el WiZink Center en la ciudad de Madrid. El 12 de noviembre, «Havana» fue interpretada en la capital inglesa, en la vigésima cuarta edición de los MTV Europe Music Awards llevados a cabo en el Wembley Arena. La misma fue considerada por Billboard como la mejor presentación de la premiación y considera por los críticos Chris Malone y Bryan Rolli como la séptima mejor presentación del año. El 30 de noviembre, Cabello se presentó en los Premios Billboard Women in music donde, además de recibir el premio revelación por su carrera como solista, interpretó nuevamente la versión acústica del sencillo. El 31 de diciembre fue interpretada nuevamente en el evento de fin de año Dick Clark's New Year's Rockin' Eve en Times Square, Nueva York.
El 11 de enero, antes del lanzamiento de su álbum debut, Cabello interpretó el segundo sencillo «Never Be the Same» por primera vez en la televisión en el programa estadounidense The Tonight Show Starring Jimmy Fallon. Al día siguiente interpretó nuevamente el sencillo en el programa Good Morning America. El 30 de enero de 2018, interpretó «Havana» con un estilo cabaret en el programa The Ellen DeGeneres Show.
El 16 de febrero, durante su visita promocional en Londres, interpretó «Havana» en el programa The Graham Norton Show. Dos días después, interpretó «Never Be the Same» en la décima temporada del programa inglés Dancing on ice. En febrero de 2018 realizó su primera visita promocional en Japón e interpretó «Havana» en el programa japonés “Music Station”.[cita requerida] El 11 de marzo de 2018 interpretó nuevamente el sencillo, esta vez en los iHeartRadio Music Awards, la presentación estuvo inspirada en la película Gentlemen Prefer Blondes de Marilyn Monroe y el tema «Material Girl» de la cantante Madonna. El 21 de marzo de 2018 se presentó nuevamente en el programa The Ellen DeGeneres Show, esta vez interpretando el segundo sencillo del álbum. El 20 de mayo de 2018 interpretó «Havana», esta vez como parte de su presentación en los Billboard Music Award, luego de interpretar «Sangria Wine» junto a Pharrell Williams. El 19 de junio de 2018 durante su visita en París, Francia, Cabello interpretó «Never Be the Same» en el programa francés Quotidien. El mismo día también se presentó en la radio NRJ Hit Music Only en el "Le Rico Show" donde interpretó una versión acústica del sencillo «Never Be the Same», «Consequences» y la versión acústica de «Havana».
El 20 de julio de 2018 se presentó en Nueva York en el programa estadounidense Good Morning America interpretando «Never Be the Same», «Consequences», «In the Dark», «Into It» y «Havana».

### Tour
El 14 de febrero de 2018 anunció a través de sus redes oficiales las primeras fechas de su gira "Never Be the Same Tour", incluyendo quince fechas en América del Norte y cinco en Europa. A su vez se confirmó a Cabello como telonera de la gira "Taylor Swift's Reputation Stadium Tour", la misma incluyó canciones de su álbum en su repertorio.

## Lista de canciones
| Camila |                                  | |                                   |          |  |
| N.º    | Título                           | Escritor(es) | Productor(es)                     | Duración |  |
| 1.     | «Never Be the Same»              | Camila Cabello, Adam Feeney, Leo Rami Dawod, Jacob Ludwig Olofsson, Noonie Bao, Sasha Sloan                                      | Frank Dukes, Jarami^              | 3:47     |  |
| 2.     | «All These Years»                | Cabello, Feeney, Kaan Gunesberk, Jeff Gitelman, Mustafa Ahmed                                                                    | Dukes, Louis Bellb                | 2:44     |  |
| 3.     | «She Loves Control»              | Cabello, Sonny John Moore, Feeney, Louis Bell, Ilsey Juber, Ahmed                                                                | Skrillex, Dukes^, Bellb           | 2:57     |  |
| 4.     | «Havana» (con Young Thug)        | Camila Cabello, Starrah, Ali Tamposi, Jeffery Lamar Williams, Brian Lee, Andrew Watt, Pharrell Williams, Frank Dukes, Louis Bell | Frank Dukes, Matt Beckleyb        | 3:37     |  |
| 5.     | «Inside Out»                     | Cabello, Hazzard, Feeney, Tyler Williams, Gunesberk                                                                              | Dukes, T-Minus, Bellb             | 3:02     |  |
| 6.     | «Consequences»                   | Cabello, Amy Wadge, Nicolle Galyon, Emily Weisband                                                                               | Bart Schoudelb                    | 2:58     |  |
| 7.     | «Real Friends»                   | Camila Cabello, Lee, Mustafa Ahmed, Bell, Billy Walsh                                                                            | Frank Dukes, Bellb                | 3:34     |  |
| 8.     | «Something's Gotta Give»         | Cabello, James Abrahart, Sarah Hudson, Jesse St. John, Joe Khajadourian, Alex Schwartz                                           | The Futuristics, Dukes^, Beckleyb | 3:56     |  |
| 9.     | «In the Dark»                    | Cabello, Simon Wilcox, Abrahart, Feeney, Madison Love                                                                            | Dukes, SickDrumz^, Kuk Harrelb    | 3:39     |  |
| 10.    | «Into It»                        | Cabello, Feeney, Bell, Gunesberk, Ryan Tedder, Justin Tranter                                                                    | Dukes                             | 2:55     |  |
| 11.    | «Never Be The Same (Radio Edit)» | Cabello, Feeney, Dawod, Olofsson, Bao, Sloan                                                                                     | Dukes, Jarami^                    | 3:47     |  |
| 36:54  |                                  | |                                   |          |  |

| Camila - Target bonus track |                                   | |                             |          |  |
| N.º                         | Título                            | Escritor(es) | Productor(es)               | Duración |  |
| 12.                         | «Havana Remix» (con Daddy Yankee) | Camila Cabello, Starrah, Ali Tamposi, Young Thug, Brian Lee, Andrew Watt, Pharrell Williams, Jeffery Lamar Williams, Frank Dukes, Louis Bell | Frank Dukes, Matt Beckley b | 3:19     |  |
| 40:13                       |                                   | |                             |          |  |

| Camila - Japón bonus track |                    |                                       |               |          |  |
| N.º                        | Título             | Escritor(es)                          | Productor(es) | Duración |  |
| 13.                        | «I Have Questions» | Cabello, Jesse Shatkin, Bibi Bourelly | Shatkin       | 3:42     |  |
| 43:55                      |                    |                                       |               |          |  |

Notas:
- ^ indica el coproductor
- b indica el productor vocal

## Personal
Créditos adaptados del libro de Camila.
Intérpretes y músicos
| - Camila Cabello – vocalista - Young Thug – artista invitado (4) - Serafin Aguilar – trompeta (4) | - Josh Kerr – piano (6) - Starrah – corista (4) - Pharrell Williams – corista (4) |

Producción
| - Matt Beckley – productor vocal (4, 8), ingeniero de sonido (8) - Louis Bell – productor vocal (2-3, 5, 7), grabación (2-3, 5, 7, 10) - Scott Desmarais – asistente de mezclado (3, 5, 8-9) - Morning Estrada – grabación (7) - Marco Falcone – asistente de grabación (4) - Robin Florent – asistente de mezclado (3, 5, 8-9) - Frank Dukes – productor ejecutivo, producción (1-2, 4-5, 7, 9-10), co-production (3, 8) - The Futuristics – producción (8) - Chris Galland – ingeniero de mezclado (3, 5, 8-9) - Mike Gaydusek – grabación (4) - Serban Ghenea – mezclado (1-2, 6-7, 10) - Henry Guevara – asistente de grabación (4) - John Hanes – ingeniero para mezcla (1-2, 6-7, 10) - Kuk Harrell – productor vocal (9), engineering (9) | - Jarami – coproducción (1) - Ivan Jimenez – asistente de mezclado (4) - Jaycen Joshua – mezclado (4) - Dave Kutch – mazterización - Sean Madden – asistente de grabación (4) - Kyle Mann – grabación (4) - Manny Marroquin – mezclado (3, 5, 8-9) - David Nakaji – asistente de mezclado (4) - Bart Schoudel – productor vocal (6), grabación (1, 6) - SickDrumz – coproductor (9) - Robbie Soukiasyan – grabación (4) - Skrillex – productor (3) - T-Minus – productor (5) - Simone Torres – ingeniero de sonido (9) |

Diseño y mánager
- Joey Arbagey – A&R
- Darren Baber – publicidad

## Posicionamiento en las listas y certificaciones

### Semanales
| País            | Lista                                  | Mejor posición |      |
| 2018            | 2018                                   | 2018           | 2018 |
| --------------- | -------------------------------------- | -------------- | ---- |
| Argentina       | CAPIF                                  | 1              |      |
| Alemania        | Offizielle Top 100                     | 8              |      |
| Australia       | ARIA                                   | 3              |      |
| Austria         | Ö3 Austria Top 40                      | 6              |      |
| Bélgica         | Ultratop Flanders                      | 3              |      |
| Bélgica         | Ultratop Wallonia                      | 8              |      |
| Canadá          | Billboard Canadian Albums              | 1              |      |
| Corea del Sur   | Gaon                                   | 5              |      |
| Dinamarca       | Hitlisten                              | 4              |      |
| Escocia         | OCC                                    | 2              |      |
| Eslovaquia      | ČNS IFP                                | 2              |      |
| España          | PROMUSICAE                             | 1              |      |
| Estados Unidos  | Billboard 200                          | 1              |      |
| Finlandia       | Suomen virallinen lista                | 2              |      |
| Francia         | SNEP                                   | 7              |      |
| Grecia          | IFPI Grecia                            | 18             |      |
| Hungría         | MAHASZ                                 | 15             |      |
| Irlanda         | IRMA                                   | 3              |      |
| Italia          | FIMI                                   | 8              |      |
| Japón           | Japanese International Albums (Oricon) | 2              |      |
| Japón           | Japanese Albums (Oricon)               | 15             |      |
| México          | AMPROFON                               | 4              |      |
| Noruega         | VG-lista                               | 1              |      |
| Nueva Zelanda   | RMNZ                                   | 3              |      |
| Países Bajos    | MegaCharts                             | 1              |      |
| Polonia         | ZPAV                                   | 4              |      |
| Portugal        | AFP                                    | 1              |      |
| Reino Unido     | OCC UK Albums                          | 2              |      |
| República Checa | ČNS IFPI                               | 2              |      |
| Suecia          | Sverigetopplistan                      | 1              |      |
| Suiza           | Schweizer Hitparade                    | 3              |      |
| Uruguay         | CUD                                    | 9              |      |

### Certificaciones
| País           | Organismo certificador | Certificación | Ventas/remesas | Ref.    |
| -------------- | ---------------------- | ------------- | -------------- | ------- |
| Australia      | ARIA                   | Oro           | 35 000         | [ 203 ] |
| Canadá         | Music Canada           | 2x Platino    | 160 000        | [ 81 ]  |
| Dinamarca      | IFPI                   | Oro           | 10 000         | [ 204 ] |
| Estados Unidos | RIAA                   | Platino       | 1 000          | [ 77 ]  |
| Francia        | SNEP                   | Oro           | 50 000         | [ 205 ] |
| México         | AMPROFON               | Platino + Oro | 90 000         | [ 206 ] |
| Nueva Zelanda  | RIANZ                  | Platino       | 15 000         | [ 207 ] |
| Países Bajos   | NVPI                   | Platino       | 50 000         | [ 208 ] |
| Polonia        | ZPAV                   | Oro           | 10 000         | [ 209 ] |
| Reino Unido    | BPI                    | Oro           | 100 000        | [ 210 ] |
| Suecia         | GLF                    | Oro           | 20 000         | [ 211 ] |
| Suiza          | IFPI                   | Platino       | 20 000         | [ 212 ] |